# La Nuit des morts-vivants
Pour le remake de Tom Savini, voir La Nuit des morts-vivants (film, 1990).
Série
Zombie
(1978)
Pour plus de détails, voir Fiche technique et Distribution.
La Nuit des morts-vivants (Night of the Living Dead) est un film d'horreur américain réalisé en 1968 par George A. Romero.
C'est le premier volet de la Saga des zombies. Plus tard, le scénario sera repris maintes et maintes fois ; la version la plus connue est celle de Tom Savini, de même titre que le film de Romero, sortie en 1990.

## Synopsis
Barbara et son frère Johnny se rendent en Pennsylvanie pour venir se recueillir sur la tombe de leur père. Ce rite annuel irrite Johnny, qui cherche à effrayer Barbara, en lui affirmant que les morts vont venir la chercher. Barbara, énervée, s'isole, et est agressée par une personne à la démarche mécanique et au visage ravagé. Son frère la défend, mais meurt dans la lutte, la tête fracassée contre une pierre tombale. Barbara s'enfuit et se réfugie dans une ferme isolée, où elle découvre le corps mutilé d'une femme. Voulant quitter la maison, elle est confrontée à l'homme du cimetière et d'autres étranges personnages menaçants. Un routier afro-américain, Ben, la rejoint, et barricade portes et fenêtres avec des planches. Il trouve aussi une radio et un fusil de chasse. Barbara s'évanouit, et reste en état de choc à son réveil.
Ben découvre une cave qui abrite un couple marié, Harry et Helen Cooper, ainsi que leur fille Karen, qui ont trouvé refuge ici après s'être fait attaquer. Tom et Judy, un couple d'adolescents, arrivent à leur tour. Karen, qui a été mordue par l'un des monstres, est gravement malade. Harry exige que tout le monde se cache dans la cave, mais Ben considère que c'est une souricière et reste à l'étage, pour barricader la maison avec l'aide de Tom. Des reportages radio expliquent qu'une vague de tueries déferle sur la côte est des États-Unis. Ben trouve une télévision, et lui et les autres occupants de la maison regardent un bulletin d'urgence qui affirme que les morts récemment décédés se sont réanimés et mangent la chair des vivants. Les scientifiques et l'armée américaine ne parviennent pas à en découvrir la cause, bien qu'un scientifique soupçonne une contamination radioactive provenant d'une sonde spatiale qui a explosé dans l'atmosphère terrestre. L'émission énumère aussi les centres de secours locaux offrant un refuge sécurisé.
Désirant rejoindre l'un de ces refuges, Ben et Tom sortent faire le plein du camion de Ben tandis que depuis l'étage, Harry lance des cocktails Molotov pour tenir à distance les zombies. Tom renverse accidentellement de l'essence sur le camion, l'enflammant. Tom et Judy essaient d'éloigner le camion de la pompe, mais le camion explose, les tuant tous les deux, et les zombies mangent leurs restes carbonisés. Ben est bloqué à l'extérieur car Harry refuse de lui ouvrir. Ben finit par réussir à entrer, et frappe Harry, irrité par sa lâcheté. Un reportage télévisé révèle que seul la destruction du cerveau  peut arrêter les zombies, en leur tirant une balle dans la tête ou en leur défonçant le crâne avec un gourdin. Elle prévient également que des hommes armés patrouillent dans les campagnes pour rétablir l'ordre en éliminant ainsi les zombies.
Les lumières s'éteignent et les zombies forcent les fenêtres. Harry se saisit du fusil de Ben et menace de le tuer. Tous les deux se battent. Ben parvient à arracher l'arme à Harry et lui tire dessus. Harry trébuche vers la cave et, mortellement blessé, s'effondre à côté de sa fille Karen, elle aussi morte. Les zombies essaient de tirer Helen et Barbara à travers les fenêtres, mais Helen se libère. Elle retourne à la cave pour voir Karen réanimée et dévorant le cadavre d'Harry. Helen est en état de choc et Karen la poignarde à mort avec une truelle. Barbara, voyant Johnny parmi les zombies, est emportée par la horde. Comme les zombies envahissent la maison, Ben se bat contre Karen et se replie à l'intérieur de la cave. Harry et Helen se réaniment, et il est forcé de les abattre. Le lendemain matin, Ben est réveillé par des coups de feu à l'extérieur. Alors qu'il apparait à une fenêtre de la maison, la milice le confond avec l'un des zombies et il est tué d'un coup de feu. Son corps est jeté sur une pile de cadavres qui sont enflammés.

## Analyse

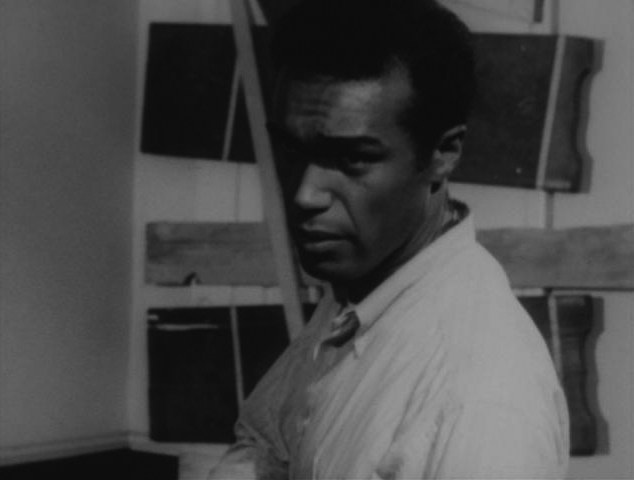
Le personnage de Ben dans le film.

Le film est marqué par les convictions politiques de l'auteur. L'acteur principal est un jeune afro-américain : chose rare pour l'époque, la Ségrégation raciale aux États-Unis n'est officiellement abolie que depuis peu par le Civil Rights Act de 1964. Deux films grand public sortis en 1967, Devine qui vient dîner... et Dans la chaleur de la nuit donnent le rôle principal à l'acteur afro-américain Sidney Poitier. Le rôle donné à Ben va plus loin que ces deux films : Sidney Poitier incarnait des personnages socialement arrivés, un médecin reconnu internationalement et un enquêteur réputé tandis que Ben n'est qu'un modeste chauffeur routier en zone rurale. Vues dans le contexte racial de l'époque, deux scènes apparaissent audacieuses : Ben gifle Barbara, une femme blanche, en pleine crise de panique, il abat Harry Cooper, un homme blanc, d'un coup de fusil.
Ce choix de Romero (même si le réalisateur a toujours affirmé avoir engagé Duane Jones non pour sa couleur de peau mais pour ses talents d'acteur) est encore renforcé par le sort réservé au héros qui doit subir, en sus des assauts de zombies, les critiques de Harry Cooper qui lui conteste la protection du groupe. Seul survivant, il est abattu à la fin du film par la police, qui l'a pris de loin pour un zombie. En outre, l'attaque des zombies a également été interprétée comme une métaphore de la guerre du Viêt Nam.

## Fiche technique
- Titre original : Night of the Living Dead

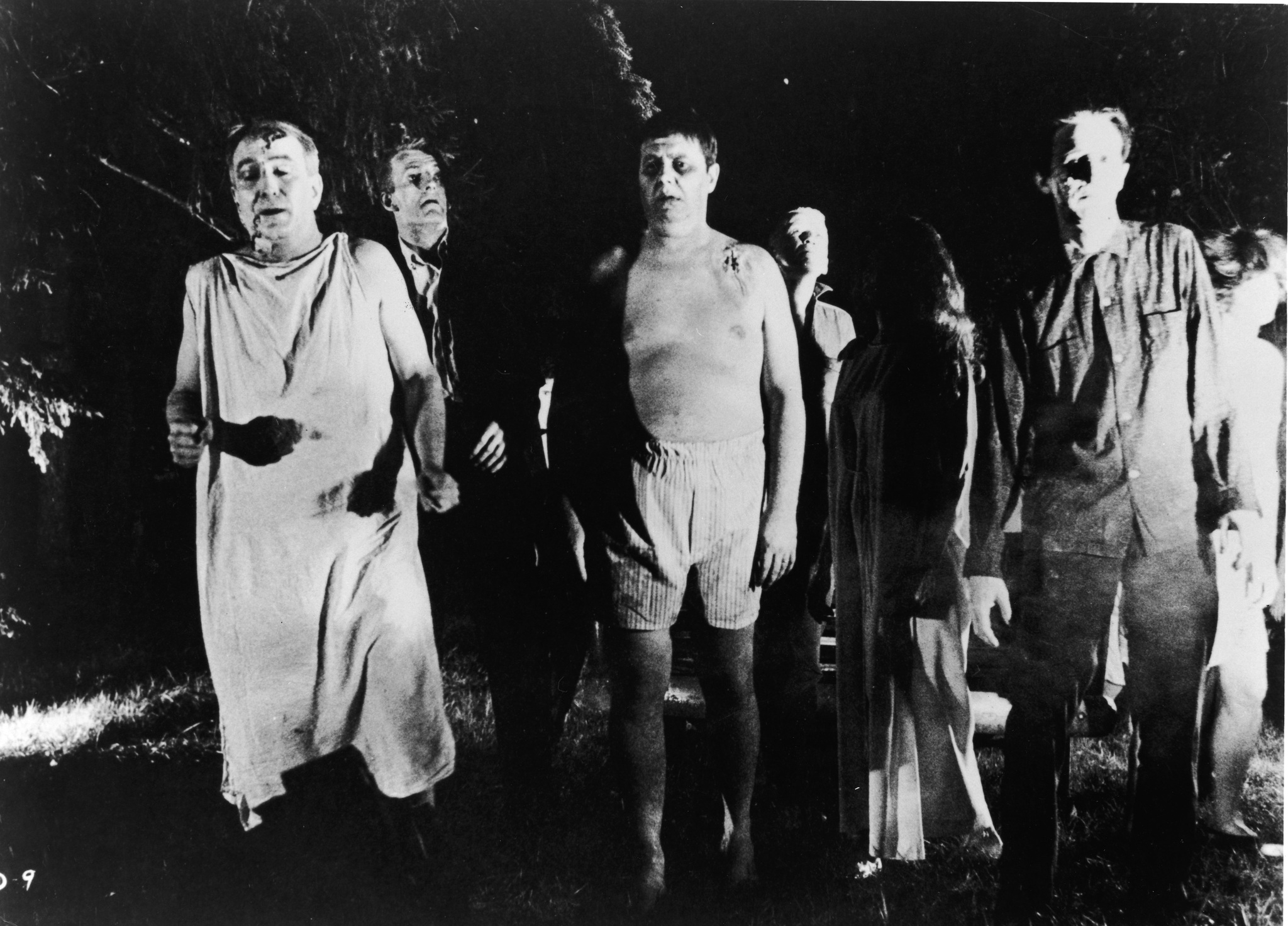
Les morts-vivants.

- Titre français : La Nuit des Morts-Vivants
- Réalisation : George A. Romero
- Scénario : George A. Romero et John A. Russo
- Directeur de la photographie : George A. Romero
- Musique : Scott Vladimir Licina
- Montage : George A. Romero et John A. Russo
- Maquillage : Karl Hardman
- Effets spéciaux : Regis Survinski et Tony Pantanello
- Production : Karl Hardman et Russell Streiner
- Sociétés de production : Laurel Productions et Image ten
- Budget : 114 000 dollars
- Pays de production : États-Unis
- Format : Noir et blanc - 1,33:1 - 16 mm - son Mono
- Genre : horreur
- Durée : 96 minutes
- Dates de sortie :
  - États-Unis : 1er octobre 1968
  - France : 21 janvier 1970
- Classification : interdit aux moins de 18 ans lors de sa sortie en France.
- Affiche : Michel Landi (France)

## Distribution
- Duane Jones (VF: Med Hondo) : Ben

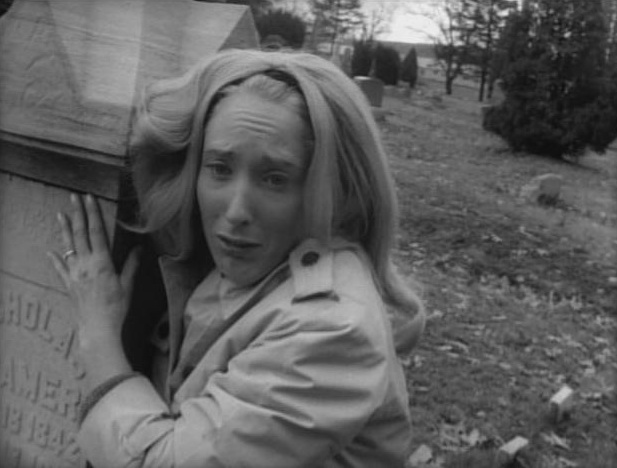
Le personnage de Judith O'Dea dans le cimetière.

- Judith O'Dea (VF: Jeanine Freson) : Barbara
- Karl Hardman (VF: René Bériard) : Harry Cooper
- Marilyn Eastman (VF : Claire Guibert) : Helen Cooper
- Keith Wayne : Tom
- Judith Ridley : Judy
- Kyra Schon : Karen Cooper
- Charles Craig (VF : Michel Barbey) : le présentateur télé mort-vivant
- Bill Heinzman (en) : le mort-vivant dans le cimetière

La petite fille zombie qui dévore son père.

- George Kosana (en) (VF : Edmond Bernard) : le shérif McClelland
- Frank Doak (VF : Gérard Hernandez) : le scientifique
- Bill 'Chilly Billy' Cardille (en) (VF : Jean Violette (acteur)) : l'envoyé spécial
- Russell Streiner (en) (VF : Jacques Ruisseau) : Johnny (non crédité)

## Production

### De l'idée du scénario à une production indépendante
En 1961, après ses études à l'université, George Romero fonde avec une dizaine d'amis une société de production, Image Ten, spécialisée dans les films télévisés. L'objectif du petit groupe, qui travaille à Pittsburgh, est de réunir assez d'argent, d'expérience et de matériel pour se lancer dans la production d'un long métrage, ce qui est possible au bout de quelques années. La recherche de financeurs s'avère dans un premier temps vaine, le projet n'intéresse personne. Le petit groupe décide alors d'investir ses propres finances, entorse à une règle de sécurité observée par l'ensemble de la profession.
Le petit groupe fonde une société de production, Image Ten. Chacun des dix actionnaires apporte 600 dollars et s'engage à parrainer une autre personne pour qu'elle apporte le même montant. La vente à profit des actions augmente le capital. La somme permettra le lancement du tournage. Le reste du budget sera finalement obtenu de financeurs, sur présentation des premiers rushes. Le budget total du film est de 114 000 dollars,.
Romero expliquera qu'en 1968, le paysage des grandes productions avait évolué. Selon lui, l'industrie du spectacle commençait à battre de l'aile à cause de la concurrence de la télévision. Pour y faire face, les exploitants de cinéma se seraient tournés vers la violence, l'horreur et le sexe. « Dans ce contexte, le cinéaste indépendant devait se transformer en investisseur et se retrouvait parfois contraint de compromettre son art. Mais au moins, il pouvait travailler. »
Le choix d'un film d'horreur est une stratégie commerciale décidée par des nouveaux qui n'ont aucune expérience en matière de distribution : « Nous n'étions […] pas sûrs qu'un distributeur national serait intéressé. Mais nous nous disions que, au pire, nous pourrions toujours rentrer dans nos fonds en les projetant dans les drive-in de la région. ». Ce sont donc la « relative viabilité commerciale du genre » et « le goût croissant du public pour le bizarre et l'inédit » qui poussent l'équipe à choisir ce sujet, bien plus qu'un goût particulier pour l'horreur - même si celui-ci est indéniable en ce qui concerne Romero.
George Romero avait écrit une nouvelle qu'il décrit comme une sorte d'allégorie inspirée par Je suis une légende de Richard Matheson, mettant en scène « une masse informe revenue d'entre les morts et poussée par un besoin irrépressible de se nourrir de la chair et du sang des vivants ». La nouvelle de Richard Matheson, Je suis une légende, première source d'inspiration de Romero, avait fait l'objet d'une adaptation cinématographique, dans un film américano-italien coréalisé par Sidney Salkow et Ubaldo Ragona, avec Vincent Price. Une autre adaptation, Le Survivant, réalisée par Boris Sagal, sortira en 1971, avec Charlton Heston. Les vampires de ces adaptations ont la lenteur des zombies de Romero, mais sont beaucoup plus vulnérables.
John Russo assurera la scénarisation du récit au moment où Romero est occupé à préparer le tournage,.

### Tournage et effets spéciaux
Une fois le choix du genre effectué, et même si aucune des personnes en présence n'est un amateur d'horreur, le petit groupe s'engage totalement pour aboutir à un film de qualité. Certes, reconnaît un des producteurs, Russel Streiner, le groupe aurait préféré réaliser un grand film dramatique. Mais le choix du genre effectué, ils décidèrent de tout faire pour rendre le film « le plus réaliste possible avec le budget dont nous disposions ».
Des choix artistiques et scénaristiques sont dictés par les contraintes budgétaires. Mettre en scène des morts-vivants nécessite peu de maquillage et d'effets spéciaux. De même, Romero témoigne que le choix du noir et blanc est moins dicté par des partis-pris esthétiques que par des impératifs financiers.

### Distribution
Alors qu'il change le titre original du film, de Night of the Flesh Eaters en Night of the Living Dead (car un film de 1964 s'appelait déjà The Flesh Eaters (en)), le distributeur oublie, dans le même temps, de reporter l'indication de copyright sur le générique de fin, comme la loi l'y oblige pour que le film soit protégé. Le film tombe ainsi d'office dans le domaine public, permettant notamment à des dizaines d'éditeurs de VHS et DVD de le revendre sans même demander d'autorisation. Avec le copyright, le film ne serait pas tombé dans le domaine public avant 2064. En 2016, Romero commente positivement la situation : « Que tout le monde soit en mesure de montrer le film gratuitement, que n'importe qui puisse le distribuer, permit à des tas de gens de le voir, et finalement, de le garder en vie. »

## Accueil
Le succès rencontré par le film, tourné avec un petit budget de 114 000 $, dont 60 000 $ de la poche des membres fondateurs d'Image Ten en a fait un des plus rentables du cinéma indépendant. Écrit en collaboration avec John A. Russo, le film deviendra culte les années suivantes et rapportera entre quatre et cinq millions de dollars. Lors d'une interview en 1991, Romero estimera que le film a dû rapporter au total entre 100 et 120 millions de dollars depuis sa sortie.

## Postérité
Cinq suites ont été entreprises par George Romero : Zombie (1978), Le Jour des morts-vivants (1984), Le Territoire des morts (2005), Chronique des morts-vivants (2008) et Le Vestige des morts-vivants (2009). Un remake du film a été réalisé en 1990 par Tom Savini, célèbre spécialiste des effets spéciaux de maquillage et collaborateur habituel de George A. Romero. Tom Savini avait été engagé par Romero pour réaliser les effets spéciaux du film de 1968, mais il fut enrôlé dans l'armée peu avant le début du tournage. C'est pourquoi il sembla alors évident à Romero de lui confier la réalisation du remake de 1990.

#### Livres
- Barbara Le Maître (dir.), La Nuit des morts-vivants, George A. Romero : Précis de recomposition, Lormont, Éditions du Bord de l’eau, collection « cinéfocales », 2016, 180 p.  (ISBN 978-2-35687-459-7)
- Frank Lafond (dir.), George A. Romero : un cinéma crépusculaire, Paris, Michel Houdiard, 2008, 230 p. (ISBN 978-2-912673-93-0 et 2-912673-93-3)
- Jean-Baptiste Thoret (coord.), Politique des Zombies : L'Amérique selon George A. Romero, Paris, ellipses, coll. « les grands mythes du cinéma », 2007, 224 p. (ISBN 978-2-7298-3252-0, présentation en ligne)
- Julien Sévéon, George A. Romero, révolutions, zombies & chevalerie, 2de édition : édition Sirius, 692 p., présentation en ligne)
- Philippe Rouyer, Le cinéma gore : une esthétique du sang, Paris, Éditions du cerf (no 10627), septembre 1997, 264 p. (ISBN 2-204-05787-8, présentation en ligne)

#### Articles et périodiques
- François Angelier, « À leurs corps défendants », dans Jean-Baptiste Thoret, Politique des zombies : L'Amérique selon George A. Romero, Paris, Ellipses, coll. « les grands mythes du cinéma », 2007, 224 p. (ISBN 978-2-7298-3252-0, présentation en ligne), p. 15-23.
- Vincent Avenel, « La Saga des morts-vivants de George A. Romero »(Archive.org • Wikiwix • Archive.is • Google • Que faire ?), sur critikat.com, juillet 2006 (consulté le 18 septembre 2010)
- Serge Gauvin, « Du mort et du vivant », dans Jean-Baptiste Thoret, Politique des zombies : L'Amérique selon George A. Romero, Paris, Ellipses, coll. « les grands mythes du cinéma », 2007, 224 p. (ISBN 978-2-7298-3252-0, présentation en ligne), p. 29-333.
- Catherine Lemieux Lefebvre, « Lorsqu’il n’y a plus de place en enfer : Night of the Living Dead de George A. Romero », Ciné-Bulles, vol. 35, no 2,‎ printemps 2017, p. 38-43 (lire en ligne)
- Philippe Met, « La Nuit des morts-vivants », dans Frank Lafond, George A. Romero : un cinéma crépusculaire, Paris, Michel Houdiard, 2008, 230 p. (ISBN 2912673933), p. 15-26.
- (en) George Romero, « Préface », dans John Russo, The Complete Night of the Living Dead Handbook, Harmony Book, 1985. traduit en français dans Thoret 2007, p. 24-28